# Expecting Mary
Expecting Mary è un film del 2010 diretto da Dan Gordon, con protagonisti Elliott Gould e Linda Gray.

## Trama
Mary rimane incinta a soli 16 anni, ma non vuole seguire il consiglio di abortire della madre e parte per la California in cerca del padre con la speranza che l'accetti. Sulla strada incontrerà un saggio camionista e tante persone imparando così importanti cose sulla vita e sulla famiglia.

## Distribuzione
Il film è uscito nelle sale statunitensi il 12 novembre 2010.
In Italia è uscito direttamente in TV trasmesso dalla Rai.